# Ideopsis morotaica
Ideopsis morotaica är en fjärilsart som beskrevs av Hans Fruhstorfer 1918. Ideopsis morotaica ingår i släktet Ideopsis och familjen praktfjärilar. Inga underarter finns listade i Catalogue of Life.